# Cristóbal, Salamanca
Cristobal là một đô thị ở tỉnh Salamanca, phía tây Tây Ban Nha, cộng đồng tự trị Castile-Leon.
Đô thị này có diện tích 22,08 km2, dân số năm 2007 là 193 người. Khu vực này có độ cao 868 m (2.848 ft) trên mực nước biển